# قصر تمتيك
قصر تمتيك هو قصرٌ (قريةٌ محصنة) في المغرب، يقعُ في منطقة تمتيك. بني هذا القصر بتقنية التربة المدكوكة، حيثُ استعمل فيه الطين. تبلغ مساحته 2.37 هكتار.